# Dick Miller (színművész)
Dick Miller, született Richard Miller (Bronx, 1928. december 25. – Toluca Lake, 2019. január 30.) amerikai színész.

## Filmjei
Mozifilmek
- A seriffnő (Gunslinger) (1956)
- Egy vödör vér (A Bucket of Blood) (1959)
- Rémségek kicsiny boltja (The Little Shop of Horrors) (1960)
- Capture That Capsule (1961)
- Az idő előtti elhantolás (Premature Burial) (1962)
- A vad angyalok (The Wild Angels) (1966)
- Az utazás (The Trip) (1967)
- Akció az elnök ellen (Executive Action) (1973)
- Keresztmama (Big Bad Mama) (1974)
- Flúgos futam (Cannonball!) (1976)
- Mr. Milliárd (Mr. Billion) (1977)
- Meztelenek és bolondok (1941) (1979)
- Tragacsparádé (Used Cars) (1980)
- Az üvöltés (The Howling) (1981)
- Eszelős hajsza (Smokey Bites the Dust) (1981)
- Bolond mozi mozibolondoknak (Movie Madness) (1982)
- Fehér dög (White Dog) (1982)
- Nő a volánnál (Heart Like a Wheel) (1983)
- Homályzóna (Twilight Zone: The Movie) (1983)
- Szilveszter éjszaka (Get Crazy) (1983)
- Tökéletes mozdulatok (All the Right Moves) (1983)
- Szörnyecskék (Gremlins) (1984)
- Terminátor – A halálosztó (The Terminator) (1984)
- Űrrandevú (Explorers) (1985)
- Lidérces órák (After Hours) (1985)
- Rémes egy éjszaka (Night of the Creeps) (1986)
- A halál arca (Armed Response) (1986)
- X program (Project X) (1987)
- Vérbeli hajsza (Innerspace) (1987)
- Az utcalány (Angel III: The Final Chapter) (1988)
- Ami sok, az sokk (The 'Burbs) (1989)
- Sivatagi sorozatgyilkos (Far from Home) (1989)
- Szörnyecskék 2. – Az új falka (Gremlins 2: The New Batch) (1990)
- Száguldás a milliókért (Motorama) (1991)
- Gonoszkák (Evil Toons) (1992)
- Őrjítő vágy (Unlawful Entry) (1992)
- Matiné (Matinee) (1993)
- Mesék a kriptából – Démonlovag (Tales from the Crypt: Demon Knight) (1995)
- Halálos rajongás (Number One Fan) (1995)
- Chipkatonák (Small Soldiers) (1998)
- A 666-os út (Route 666) (2001)

Tv-filmek
- Még egyszer éjszakai rohanás (Midnight Runaround) (1994)
- Ronda és veszélyes (Attack of the 5 Ft. 2 Women) (1994)
- A második polgárháború (The Second Civil War) (1997)

Tv-sorozatok
- Mannix (1967–1968, két epizódban)
- Taxi (1979–1982, két epizódban)
- Nagyon különleges ügyosztály (Police Squad!) (1982, egy epizódban)
- Fame (1984–1987, 30 epizódban)
- A villám (The Flash) (1990–1991, hat epizódban)
- Vészhelyzet (ER) (1999, egy epizódban)
- Spinédzserek (Clueless) (1999, egy epizódban)
- New York rendőrei (NYPD Blue) (1999, egy epizódban)